# Арзуманян, Мкртыч Алексанович
Мкртыч Алексанович Арзуманян (арм. Մկրտիչ Արզումանյան; 10 августа, 1976, Ленинакан, Армянская ССР, СССР) — армянский актёр, юморист, шоумен, сценарист, продюсер. Заслуженный артист Республики Армения (2017).

## Биография
Родился 10 августа 1976 года в городе Ленинакан. Учился в школе № 23, однако после землетрясения 1988 года перешёл в школу № 14. Окончил филиал Армянского Национального политехнического университета г. Гюмри. Во время обучения он попал в состав сборной КВН «Армянский проект».
Дебют в кино составлялся в фильме «Наш двор» Михаила Довлатяна.
В 2002 году сыграл в одном из самых удавшихся и наиболее популярном спектакле периода независимости — в трагикомедии «Меа Кульпа». Выступал в роли депутата. В «Меа Кулпа» его товарищами по команде были Грант Тохатян, Левон Арутюнян, Самсон Степанян, Тигран Гюлуымян, Ара Саргсян режиссёром был Артур Саакян, автором — Ваграм Саакян. В составе «Меа Кулпа» он сыграл около 50 представлений в Ереване и Лос-Анджелесе.
В 2002 году был включен в состав команды КВН 21-го века и участвовал в большой юбилейной игре между командами 20-го и 21-го века в Москве.
В 2003 году снимался в телепроекте «Каргин» под псевдонимом Мко в дуэте с Айком Марутяном.
В 2008—2009 гг. с 8 другими актёрами-юмористами стал автором и сыграл в спектаклях «Семь с половиной 1» и «Семь с половиной 2», которые имели беспрецедентный успех и очень полюбились зрителю. Было сыграно множество спектаклей в Армении, России, Европе и США.
В 2012 году Мкртыч Арзуманян с Айком Марутяном и Оганесом Азояном выступили в другом популярном, политическо-социальном комедийном спектакле «Ноу коммент», который так же имел очень большой успех.
В 2017 году Мкртыч Арзуманян выступил в главной роли в спектакле «Плюс-минус», где вместе с ним играл Оганес Азоян, продюсером был Арман Митоян, режиссёром — Каро Балян.
В 2017 году был удостоен звания «Заслуженный артист Армении». Во время протестов в Армении в апреле 2018 года против назначения премьер-министром Сержа Саргсяна отказался от звания «Заслуженного артиста Армении».
С 2018 года по сей день играет в спектакле «Узник Северного проспекта». Мкртыч Арзуманян играет главную роль вместе с Сатеник Ахназарян, продюсер спектакля — Арман Митоян, режиссёр — Арман Ншанян, художник — Арев Петросян. В мае 2019 года спектакль «Узник Северного проспекта» был сыгран в США.

## Художественные фильмы
В 2009 году Мкртич сыграл роль полицейского в фильме «Кино Нового года», снятого Эдгаром Багдасаряном для телекомпании Армения.
В 2017 сыграл в фильме «Браво виртуоз» французского режиссёра армянского происхождения Левона Минасяна. Мкртыч Арзуманян сыграл роль бизнесмена.
В 2018 году воплотил образ агента Гензеля Брутенца в детективно-комедийном фильме Айка Кбеяна «Агент 044». Его партнерами по фильму были Мариам Адамян, Армен Маргарян, Айк Саргсян и другие.

## Телевизионные фильмы
В 2017 году присоединился к актёрскому составу ситкома телекомпании «Армения» «Фул Хаус». В седьмом сезоне ситкома выступил в образе приехавшего из села Ишхана, который сразу стал любимым для телезрителей.
В 2019 году сыграл в одноимённом телевизионном фильме из 16 частей, по мотивам романа армянского классика Александра Ширванзаде, снятом Общественным телевидением Армении, воплотив образ главного героя Смбата. Режиссёр фильма Айк Кбеян, партнеры по фильму — Сос Джанибекян, Хорен Левонян, Шаге Тухманян и др.
С 2019 года по сей день играет в комедийном телесериале телекомпании Армения «От мала до велика», играя роль «ребенка». В телесериале играет также сын Мкртыча Арзуманяна — Александр. Режиссёр фильма Арутюн Халафян.

## Личная жизнь
Женат на Анне Шахбазян. У них двое детей: Александр и Сусанна. Семья Арзуманянов живет в Ереване.

## Фильмография

### Фильмы
| Год  | Название                                            | Роль                | Жанр              |
| ---- | --------------------------------------------------- | ------------------- | ----------------- |
| 2021 | «Однажды в школе» (арм. Մի անգամ դպրոցում)          | Дон Кихот           | Комедия           |
| 2018 | Агент 044 (арм. Գործակալ 044)                       | Гензель Брутенц     | Комедия, Детектив |
| 2017 | Браво, виртуоз (арм. Բռավո վիրտուոզ)                | Спонсор             | Комедия           |
| 2016 | Беги или женись (арм. Փախիր կամ ամուսնացիր)         | Агасик              | Комедия           |
| 2015 | Север-юг (Не было бы счастья…) (арм. Հյուսիս-հարավ) | Ламберт Хачатурович | Комедия           |
| 2013 | Ход конём (арм. Քայլ ձիով)                          | Феликс Балаян       | Комедия           |
| 2013 | Дед 005 (арм. Պապ 005)                              | Аарон Шульц         | Комедия, Детектив |
| 2011 | Ала Бала Ница (арм. Ալա Բալա Նիցա)                  | Цолак Карпич        | Комедия           |
| 2009 | Новогоднее кино (арм. Նոր տարվա կինո)               | Милитонян           | Комедия, Мюзикл   |
| 2000 | Банда (арм. Բանդա)                                  | Воскан              | Комедия           |
| 1998 | Наш двор 2 (арм. Մեր բակը 2)                        | Мко                 | Комедия, Мюзикл   |
| 1997 | Наш двор (арм. Մեր բակը)                            | Мко                 | Комедия, Мюзикл   |
| 1996 | 220 вольт (арм. 220 վոլտ)                           | Разные роли         | Комедия           |

### Мультфильмы
| Год  | Название                                            | Роль        | Жанр         |
| ---- | --------------------------------------------------- | ----------- | ------------ |
| 2021 | Приключения царя (арм. Օլիմպիկոս)                   | Молатор     | Комедия      |
| 2014 | Анаит (арм. Անահիտ)                                 | Андок       | Приключения, |
| 2007 | Каргин Мульты (арм. Կարգին մուլտեր)                 | Разные роли | Комедия      |
| 2002 | Yellow SubmarYAN / Армянская жёлтая подводная лодка | Разные роли | Комедия      |

### Телепроекты
| Год  | Название                                   | Роль                               | Жанр    |
| 2020 | Гости из прошлого (арм. Հյուրերն Անցյալից) | Мампе                              | Комедия |
| ---- | ------------------------------------------ | ---------------------------------- | ------- |
| 2021 | Фейк Папа (арм. Ֆեյք Պապա)                 | Вреж                               | Комедия |
| 2020 | Мягкая игрушка (арм. Փափուկ Խաղալիք)       | Або                                | Комедия |
| 2020 | Гоша                                       | Гоша                               | Комедия |
| 2020 | Из-за чести (арм. Պատվի համար)             | Меружан                            | Драма   |
| 2019 | Фейк-мама (арм. Ֆեյք մամա)                 | Вреж                               | Комедия |
| 2019 | Из взрослого — в ребенка (арм. Մեծից փոքր) | Роман (Алекс)                      | Комедия |
| 2019 | Хаос (арм. Քաոս)                           | Смбат                              | Драма   |
| 2017 | Фул Хаус (арм. Ֆուլ հաուս)                 | Дядя Ишхан                         | Комедия |
| 2016 | Рестарт 2020 (арм. Ռեստարտ 2020)           | Андраник                           | Комедия |
| 2014 | Зять по расчёту (арм. Տնփեսա)              | Корюн Анушаванич, Анишаван Корюнич | Комедия |
| 2010 | Каргин сериал (арм. Կարգին սերիալ)         | Адик, Карлен Карленич              | Комедия |
| 2002 | Каргин программа (арм. Կարգին հաղորդում)   | Разные роли                        | Комедия |

### Театральные постановки
| Год  | Название                                                                  | Роль        |
| ---- | ------------------------------------------------------------------------- | ----------- |
| 2023 | Антигона                                                                  | Креон       |
| 2019 | Спасать милион (арм. Save միլիոն)                                         | Мамикон     |
| 2018 | Заключенный с Северного проспекта (арм. Հյուսիսային պողոտայի բանտարկյալը) | Роб         |
| 2016 | Плюс-минус (арм. Պլյուս-մինուս)                                           | Разные роли |
| 2011 | Без комментариев (арм. Նո քոմենթ)                                         | Разные роли |
| 2008 | 7.5 2                                                                     | Разные роли |
| 2007 | 7.5                                                                       | Разные роли |
| 2002 | Mэа кульпа (Моя вина)                                                     | Депутат     |

### Сценарист
| Год  | Название |
| ---- | -------- |
| 2010 | Каргин   |
| 2003 | Каргин   |